# Eviation Alice
L'Eviation Alice est un projet d'avion électrique conçu pour accueillir du fret ou neuf passagers et deux membres d'équipage. En cours de développement en 2024 et ayant effectué son premier vol le 27 septembre 2022, sa construction intègre 95 % de matériau composite. L'appareil est propulsé par deux moteurs électriques disposés à l'arrière.

## Développement

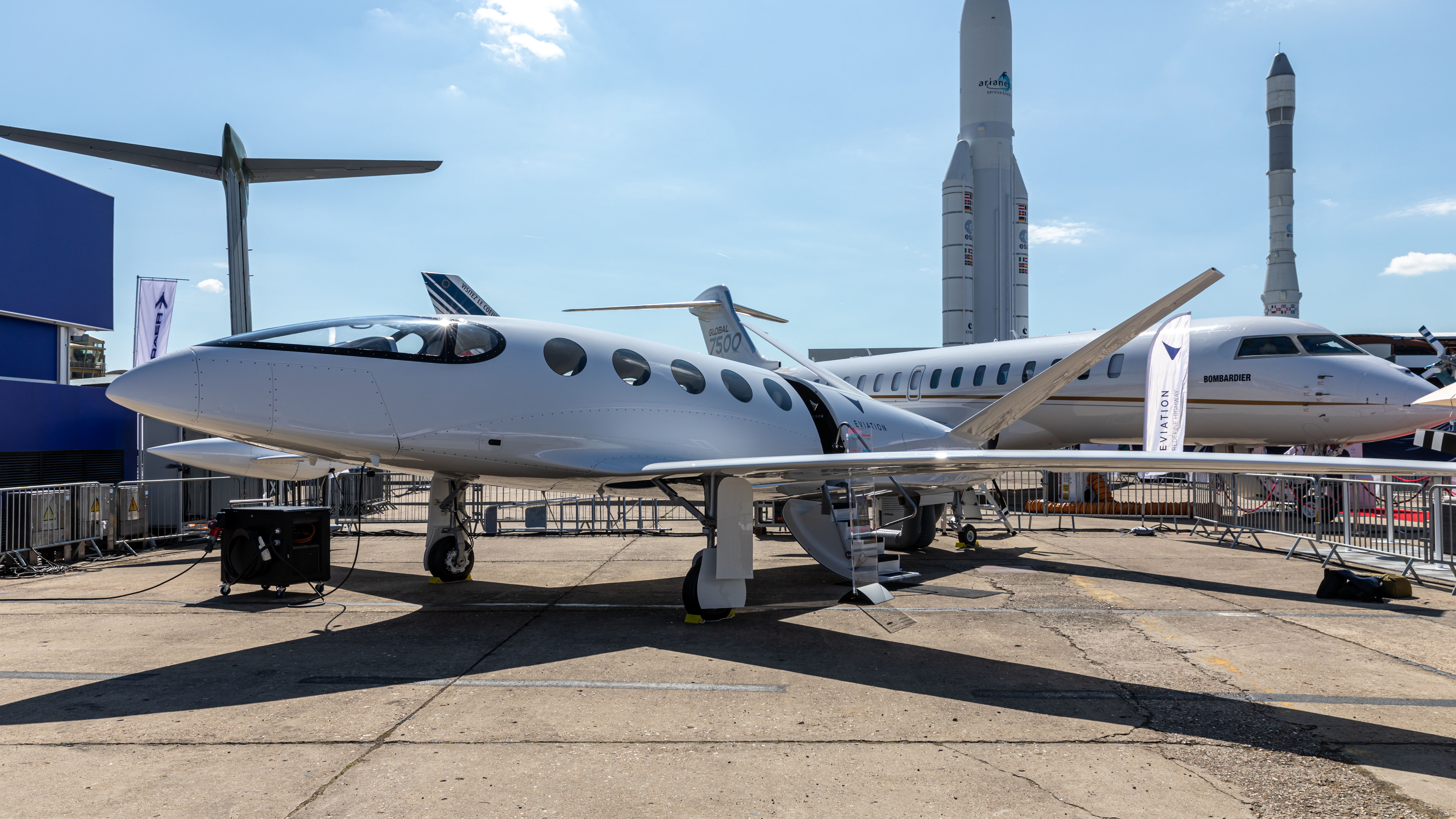
Le prototype du Paris Air Show de juin 2019 a présenté une seule hélice propulsive et des moteurs à double bout d'aile, un empennage en « V », et un train d'atterrissage classique.

Eviation est créée en 2015 par Omer Bar-Yohay, Omri Regev et Aviv Tzidon. Des partenariats de partage des risques vont permettre à la société de se développer.
En février 2018, un modèle réduit (UAV) de 290 kg est exploité pour valider l'aérodynamique et les commandes de vol. Kokam est sélectionné pour fournir des batteries lithium-polymère de poche pour alimenter le prototype à grande échelle et les travaux sur le système d'alimentation et la chaîne cinématique commencent,. Eviation s'associe à l'Embry-Riddle Aeronautical University (ERAU) pour lancer un programme de recherche et développement au printemps 2019 sur le campus de l'ERAU à Prescott, en Arizona. Le programme se concentrerait sur l'analyse, la validation et les tests des performances, ainsi que sur la conception préliminaire et les tests à petite échelle des futurs concepts de propulsion électrique et de cellule.
Début 2019, Eviation obtient 200 millions de dollars d'investissements pour couvrir la certification et la production tandis que le premier prototype est assemblé à Vannes, dans le nord-ouest de la France. En avril 2019, Eviation choisit les moteurs électriques magniX (en) Magni250s de 375 shp (280 kW) tournant à 1 900 tr/min comme alternative aux moteurs Siemens de 260 kW.
Au salon du Bourget de juin 2019, un Alice statique grandeur nature est exposé. La première compagnie aérienne potentiellement cliente est annoncée : Cape Air, une compagnie américaine spécialisée dans les vols courts basée à Hyannis, dans le Massachusetts. Cape Air annonce vouloir commander 92 avions, au prix de quatre millions de dollars chacun. En août 2019, l'investisseur MagniX Clermont Group de Singapour prend une participation de 70 % dans Eviation Aircraft. Un investissement supplémentaire de 500 millions de dollars est alors encore nécessaire pour commencer la production en série.
Le 22 janvier 2020, le prototype est en partie détruit par un incendie,. Personne n'a été blessé. L'incendie s'est déclaré dans un compartiment batterie sous plancher situé dans la « zone opérateur/passagers ». Le 18 mai 2020, GKN Aerospace annonce un partenariat avec Eviation sur la conception et la fabrication de l'aile, de l'empennage et du système d'interconnexion de câblage électrique des cellules Alice à venir.
Le 27 septembre 2022, l'Alice a effectué son premier vol. Il décollé à 7 h 10 de l'aéroport international de Grant County (MWH), à Moses Lake, dans l'état de Washington et a atterri huit minutes plus tard, après avoir effectué un très court vol sous la forme de deux circuits réalisés à 3 500 pieds (soit 1 050 m) d'altitude.
Le développement de l'avion est mis en pause et la majorité des employés sont licenciés en raison des difficultés financières de Eviation en février 2025.

## Conception
Deux variantes de l'Alice étaient initialement prévues. Le modèle initial, sans pressurisation, est destiné aux opérations de taxi aérien, avec de l'énergie stockée dans une batterie lithium-ion. Eviation travaillait à la construction d'un prototype qui devait voler début 2019. En 2017, un deuxième modèle pressurisé devait être un avion d'affaires ER à rayon d'action étendu disponible d'ici 2023 pour 2,9 millions de dollars, avec une batterie aluminium-air plus puissante avec un tampon lithium-polymère, une cabine pressurisée à 1 200 mètres (4 000 pieds) au FL 280, avionique G5000, une vitesse de croisière de 444 km/h (240 kn)  et 1 367 km (738 nmi) d'autonomie. En octobre 2019, Eviation n'a présenté que l'Alice Commuter pressurisé avec une vitesse de croisière de 260 kn (480 km/h).
Avec des cellules de 260 Wh/kg, la capacité de la batterie de 900 kWh (3 460 kg, 7 630 lb) est initialement estimée pour donner une autonomie de 540 à 650 nmi (1 000 à 1 200 km) à 240 nœuds et 10 000 pieds (3 048 m). Cela devrait augmenter à mesure que la technologie des batteries s'améliore. Les batteries ont été testées sur plus de 1 000 cycles, soit l'équivalent de 3 000 heures de vol, et devront ensuite être remplacées pour un coût de 250 000 dollars, soit la moitié du coût d'exploitation direct, similaire à une révision (MTBO) d'un moteur à pistons. Sur la base des prix de l'électricité industrielle aux États-Unis, le coût d'exploitation direct avec neuf passagers et deux membres d'équipage, volant à 440 km/h, est alors estimé à 200 $ l'heure, ce qui se compare à 600 à 1 000 $ l'heure pour les aéronefs existants de prix d'achat similaire tels que les Cessna 402, Pilatus PC-12 et Beechcraft King Air, pour les opérations sur des routes de moins de 930 km (500 nmi),. 45 % des routes aériennes actuelles sont opérables avec cet aéronef et ses 1 050 km (565 nmi) d'autonomie à 260 noeuds (482 km/h), soit 55 % des vols réalisés en avion selon Flightglobal.
La transmission électrique aura une tension plus élevée que les systèmes électriques actuels. Trois moteurs de 260 kW (350 ch) entraînent deux hélices propulsives montées sur les extrémités des ailes, situées dans les tourbillons pour améliorer l'efficacité, et une troisième montée dans la queue. L'avion non pressurisé a un fuselage inférieur plat. La société italienne Magnaghi Aeronautica fournit des trains d'atterrissage et a déjà produit le train pour le Piaggio P180 Avanti de taille similaire. Il sera construit avec une technologie existante, notamment une cellule composite, la propulsion par trois moteurs électriques Siemens et des systèmes de commandes de vol Honeywell, y compris l'atterrissage automatique. À 3 700 kg (8 200 lb), les batteries représentent 60 % de la masse au décollage. La fabrication est prévue aux États-Unis.
L'entreprise prévoit que la recharge soit effectuée par des véhicules de recharge mobiles, similaires aux camions de carburant d'aviation. Chaque heure de vol devrait nécessiter un temps de charge de 30 minutes,. Les cellules sont similaires à celles des batteries de l'industrie automobile.

## Nouveau design
En décembre 2020, Eviation prévoit de lancer une nouvelle configuration en 2021, visant une certification au second semestre 2023. En juillet 2021, Eviation a dévoilé cette nouvelle configuration présentant un empennage en « T » et deux moteurs électriques Magni650 développant 850 ch (634 kW) positionnés de chaque côté du fuselage arrière, en vue d'un premier vol la même année. Il devrait voler à 220 kn (407 km/h, contre 240 kn), avoir une autonomie de 440 miles (815 km), soit 100 nmi (185 km) de moins qu'auparavant, être alimenté par une batterie lithium-ion de 820 kWh pesant 3 720 kg (8 200 lb), contre une batterie de 920 kWh pesant 3 600 kg, aurait une masse maximale au décollage de 6 350 kg, contre 6 668 kg, un plafond d'altitude de 32 000 pieds (9 700 mètres) et une charge utile maximale de 1 134 kg.

## Commandes
Le premier acheteur de l'Alice était Cape Air, une compagnie aérienne régionale desservant le nord-est des États-Unis ainsi que les Caraïbes. En août 2021, Deutsche Post DHL a annoncé avoir commandé douze avions pour le transport de fret aérien, à livrer d'ici 2024.

## Caractéristiques prévues
Données provenant d'Eviation
Caractéristiques générales
- Équipage : 2
- Capacité : 9 passagers
- Longueur : 17,40 m (57 ft)
- Envergure : 19,20 m (63 ft)
- Hauteur : 3,84 m (12 ft 7 in)
- Poids maximal au décollage : 7 484 kg (16 500 lb)
- Charge maximum (fret ou passagers) : 1 100 kg (2 500 lb)
- Moteurs : deux magniX (en) 650 Electrical Power Unit , 640 kW (860 ch) chacun.

Performance
- Vitesse de croisière maximum : 463 km/h (250 kn)
- Autonomie : 815 km (506 mi, 440 NM)
- Plafond : 9 800 mètres (32 200 ft)
- Altitude de croisière : 3 000 m (10 000 ft)
- Longueur de piste pour décollage : 790 m (2 600 ft)
- Distance d'atterrissage : 730 m (2 400 ft)